# 西京春馬
西京 春馬（さいきょう はるま、1998年3月19日 - ）は、日本の男性キックボクサー。神奈川県海老名市出身。K-1 GYM SAGAMI-ONO KREST所属。元Krushフェザー級王者。

## 来歴
小学4年生で格闘技ジムに入門、アマチュア時代から強豪選手としてK-1 甲子園で優勝するなど活躍した。
2014年3月、全日本新空手道連盟「K-2 GRAND PRIX 2014」軽量級で優勝を果たした。
2014年6月12日、16歳の時にKrush.42でプロデビュー、TKO勝利を収めた。
2015年4月19日、K-1 WORLD GP 2015 IN JAPAN～－55kg初代王座決定トーナメント～で武居由樹と対戦し、2-0の判定勝利を収めた。

### Krush王座獲得
2017年10月1日、Krush -58kg王座のタイトルマッチで王者の小澤海斗に挑戦し、判定勝利を収め、王座の獲得に成功。
2018年03月10日、Krush -58kg王座の防衛戦で挑戦者の村越優汰と対戦し、延長にもつれ込んだ接戦の末、2-1の判定勝利を収め、王座の初防衛に成功。
2018年6月17日、K-1 WORLD GP 第2代フェザー級王座決定トーナメントに出場。1回戦で朝久裕貴に判定勝ち。続く準決勝で芦澤竜誠に判定勝ちを収めるも、決勝の村越優汰との試合中に足首を負傷してドクターストップによるTKO負けを喫した。
2019年1月26日、Krush.97のKrushフェザー級タイトルマッチで挑戦者の江川優生と対戦し、判定負けを喫し王座の防衛に失敗した。
2019年11月24日、K-1 WORLD GP第3代フェザー級王座決定トーナメントの1回戦でアーサー・メイヤーのローキックをカットした際にスネを骨折して立ち上がることができずKO負け。

## 戦績

### プロキックボクシング
| キックボクシング 戦績 | キックボクシング 戦績 | キックボクシング 戦績 | キックボクシング 戦績 | キックボクシング 戦績 | キックボクシング 戦績 | キックボクシング 戦績 |
| --------------------- | --------------------- | --------------------- | --------------------- | --------------------- | --------------------- | --------------------- |
| 21 試合               | (T)KO                 | 判定                  | その他                | 引き分け              | 無効試合              |                       |
| 15 勝                 | 5                     | 10                    | 0                     | 0                     | 0                     |                       |
| 6 敗                  | 2                     | 4                     | 0                     | 0                     | 0                     |                       |

| 勝敗 | 対戦相手             | 試合結果                         | 大会名 | 開催年月日     |
| ×    | 森坂陸               | 3R+延長1R終了 判定2-1            | K-1 WORLD GP 2022 JAPAN ～よこはまつり～                                                                                   | 2022年9月12日  |
| ×    | アーサー・メイヤー   | 2R 1:59 KO（足の負傷）           | K-1 WORLD GP 2019 JAPAN ～よこはまつり～ 【K-1 WORLD GP第3代フェザー級王座決定トーナメント1回戦】                          | 2019年11月24日 |
| ○    | ホルヘ・バレラ       | 3R 2:23 KO（左膝蹴り）           | K-1 WORLD GP 2019 JAPAN ～K-1スーパー・バンタム級世界最強決定トーナメント～                                                | 2019年6月30日  |
| ×    | 江川優生             | 3R終了 判定0-2                   | Krush.97 【Krushフェザー級タイトルマッチ】                                                                                 | 2019年1月26日  |
| ×    | 村越優汰             | 1R 0:51 TKO （ドクターストップ） | K-1 WORLD GP 2018 JAPAN ～第2代フェザー級王座決定トーナメント～ 【K-1 WORLD GP 第2代フェザー級王座決定トーナメント決勝戦】 | 2018年6月17日  |
| ○    | 芦澤竜誠             | 3R終了 判定3-0                   | K-1 WORLD GP 2018 JAPAN ～第2代フェザー級王座決定トーナメント～ 【K-1 WORLD GP 第2代フェザー級王座決定トーナメント準決勝】 | 2018年6月17日  |
| ○    | 朝久裕貴             | 3R終了 判定2-1                   | K-1 WORLD GP 2018 JAPAN ～第2代フェザー級王座決定トーナメント～ 【K-1 WORLD GP 第2代フェザー級王座決定トーナメント1回戦】  | 2018年6月17日  |
| ○    | 村越優汰             | 3R+延長1R終了 判定2-1            | Krush.86 【Krush -58kgタイトルマッチ】                                                                                     | 2018年3月10日  |
| ×    | 椿原龍矢             | 3R終了 判定0-2                   | K-1 WORLD GP 2017 JAPAN ～SURVIVAL WARS 2017～                                                                             | 2017年12月27日 |
| ○    | 小澤海斗             | 3R終了 判定3-0                   | Krush.81 【Krush -58kgタイトルマッチ】                                                                                     | 2017年10月1日  |
| ○    | 小澤海斗             | 3R終了 判定3-0                   | K-1 WORLD GP 2017 JAPAN～第2代スーパー・ウェルター級王座決定トーナメント～                                                 | 2017年6月18日  |
| ○    | エリアス・マムーディ | 3R終了 判定2-0                   | Krush.75 | 2017年4月2日   |
| ○    | 大岩翔大             | 1R 0:31 KO                       | Krush.70 | 2016年10月15日 |
| ○    | 朝久泰央             | 3R終了 判定2-0                   | K-1 WORLD GP 2016 IN JAPAN～-65kg世界最強決定トーナメント～                                                                | 2016年6月24日  |
| ○    | 貴章                 | 2R 2:10 KO                       | Krush.65 | 2016年4月10日  |
| ○    | 武居由樹             | 3R終了 判定2-0                   | K-1 WORLD GP 2015 IN JAPAN～-55kg初代王座決定トーナメント～                                                                | 2015年4月19日  |
| ○    | 良輝                 | 1R 0:07 KO                       | Krush.49 | 2015年1月4日   |
| ×    | 岩尾力               | 3R終了 判定0-3                   | Krush.47 | 2014年11月9日  |
| ○    | リョウタ             | 3R終了 判定3-0                   | Krush-EX 2014 vol.5 | 2014年9月15日  |
| ○    | 武尊                 | 2R 2:42 TKO                      | Krush.42 | 2014年6月12日  |

## 獲得タイトル
- K-1 甲子園2015 -55kg 優勝
- 第3代Krushフェザー級王座（防衛1度）
- 第25回全日本新空手道選手権大会 K-2 GRAND PRIX 2014 軽量級 優勝